# Escorial

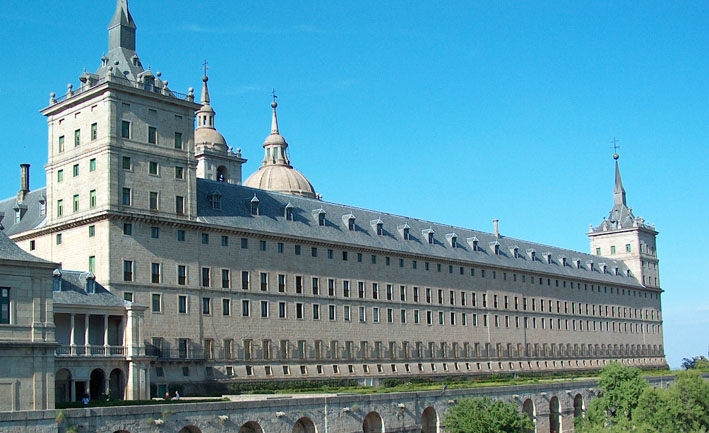
Zuidgevel

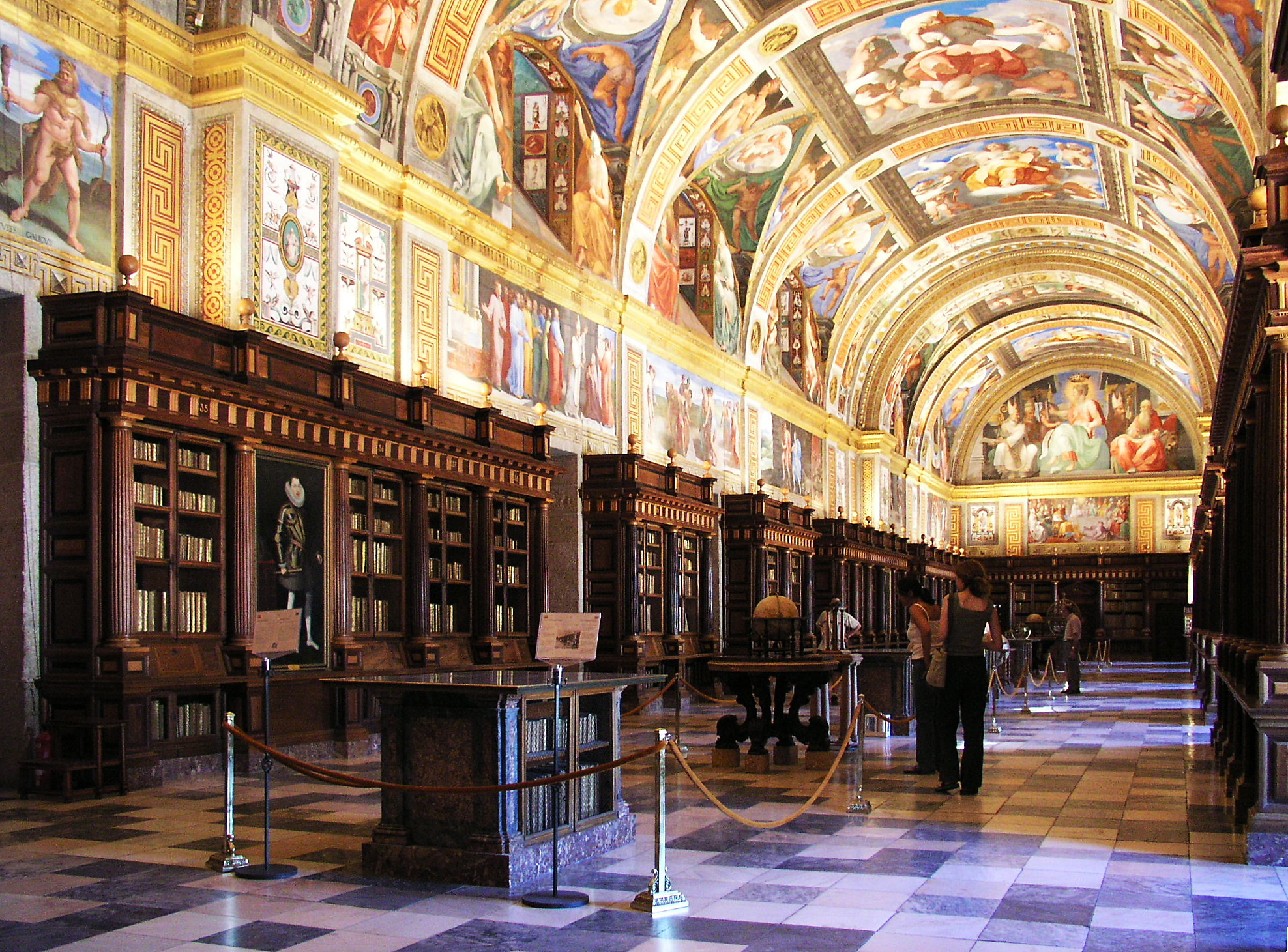
Bibliotheek

Het Escorial (in het Nederlands ook Escoriaal of Escuriaal) (1563-1584) is een immens gebouwencomplex, gebouwd in opdracht van koning Filips II van Spanje. Het is een paleis, een abdij en een koninklijk mausoleum in één geworden. Het complex is gelegen bij de stad San Lorenzo de El Escorial, ongeveer 45 kilometer ten noordwesten van Madrid. Sinds 1984 staat het complex op de Werelderfgoedlijst van UNESCO.

## Bouwgeschiedenis
De eerste steen werd op 23 april 1563 gelegd. Het werk werd begonnen onder leiding van Juan Bautista de Toledo en voortgezet door Juan de Herrera. Filips wijdde het complex aan San Lorenzo (Laurentius van Rome), naar de Laurentiusdag waarop hij de Fransen had verslagen in de Slag bij Saint-Quentin. Het Escorial was bedoeld als monument om deze overwinning te gedenken in de Spaanse Nederlanden, alsook zijn streven naar godsdienstige en politieke hegemonie in Europa.  Fresco's bedekken de muren van de zaal als waren het wandtapijten. Het was onder meer de bedoeling hiermee indruk te maken op de bezoekers van de vorst in het Habsburgse paleis. Deze fresco's in de zaal van de veldslagen, tot in de 17e eeuw bekend als de Koningsgalerij, werden aan het eind van de 16e eeuw uitgevoerd door de uit Genua afkomstige kunstenaars Nicolás Granello, Fabrizio Castello en Lazaro Tavarone. Ze beelden veldslagen uit waarbij het Spaanse leger triomfen vierde, zoals de overwinning op de Moren bij Higueruela in 1431, de slag bij San Quentin in 1557 (waarvan de overwinning werd geëerd met de bouw van het klooster) en de annexatie van Portugal. De werkzaamheden aan het complex werden officieel op 13 september 1584 beëindigd.

## Complexbeschrijving
Het Escorial is een vierhoekig complex van 206 meter op 161 meter, op een eenzaam bergachtig terrein. Het voldeed aan alle noodzakelijke voorwaarden voor Filips' streng religieuze opvatting van het koningschap: een centrale binnenplaats beheerst door een kerk met een koepel, aan de ene kant geflankeerd door een klooster en aan de andere kant door een seminarie en koninklijke vertrekken.
Het complex is 13 hectare groot met meer dan 16 binnenpleinen, 16 kilometer gangen en 86 trapzalen, 4000 kamers, 1200 deuren en 2675 ramen. Ze zijn in een gebouw gegoten naar het model van het rooster waarop de heilige Laurentius gemarteld werd. De muren zijn uit graniet uit de Sierra de Guadarrama opgetrokken. De ornamenten lijken niet Spaans. Door de relatief korte bouwtijd kent het complex een grote eenheid van stijl.

### Kerk en mausoleum
Filips II liet het Escorial bouwen als laatste rustplaats voor zijn vader Karel V, tevens als plek waar hij zich kon terugtrekken en in gemeenschap van geestelijken gebed voor zijn eeuwige rust kon beoefenen. Achter het plein der koningen (Patio de los Reyes) ligt de kerk met een imposante koepel, die geïnspireerd is op de Sint-Pietersbasiliek in Vaticaanstad. De kerk is versierd met fresco's van Luca Giordano en bevat schilderijen van Zurbarán, Titiaan, El Greco en Velázquez. Het Christusbeeld in wit marmer is van Benvenuto Cellini.
In de crypte onder het altaar bevinden zich de 26 graven van de Spaanse vorsten en hun eega’s, met uitzondering van enkelen. Ook zijn er de infantes (oorspronkelijk de term voor een kind onder de 7 jaar) begraven.

### Koninklijke vertrekken
De koninklijke vertrekken bevinden zich in het noordoostelijk deel van het complex. Vanuit de privévertrekken kon de koning discreet de eucharistie volgen: een venster geeft uit op het altaar van de kerk. De koning liet een deel van de vertrekken aankleden met topwerken uit zijn grote kunstverzameling. Deze verzameling, met onder meer religieuze werken van El Greco, Jheronimus Bosch, Titiaan en de Vlaamse Primitieven zijn er nog steeds te bewonderen. Daarnaast voorzag Filips II een ruime kloosterbibliotheek van 10.000 boeken. De wanden en plafonds van deze bibliotheek zijn met fresco's beschilderd. De bibliotheek had te lijden onder een brand in 1671 en plunderingen tijdens de Napoleontische oorlogen. Er worden nog meer dan 40.000 handschriften en oude drukken bewaard.
Na de Habsburgse tijd, onder de Bourbons, verbleef het hof nog zelden in het kloostercomplex. Het verkoos andere paleizen om te verblijven, en het kloostergebouw bleef vrijwel ongewijzigd.

### Abdij
De abdij in het Escorial werd door Filips II toevertrouwd aan de orde van de Hiëronymieten. In 1885 werd de abdij overgedragen aan de Augustijnen.

## Trivia
In 2013 bracht Spanje een herdenkingsmunt van 2 euro uit ter ere van het Escorial. Spanje brengt elk jaar een herdenkingsmunt uit van een monument dat op de UNESCO-werelderfgoedlijst staat. Deze Spaanse UNESCO-Werelderfgoedlijstserie loopt tot 2050.

## Geboren
- Maria Anna van Oostenrijk (1606-1646), keizerin-gemalin van het Heilige Roomse Rijk.